# Арпсдорф
Арпсдорф (нім. Arpsdorf) — громада в Німеччині, розташована в землі Шлезвіг-Гольштейн. Входить до складу району Рендсбург-Екернферде. Складова частина об'єднання громад Міттельгольштайн.
Площа — 12,1 км2. Населення становить 270 ос. (станом на 31 грудня 2020).